# Niepełnia
Niepełnia – polska kryminalna powieść fantastyczna napisana przez Annę Kańtoch z 2017. Została wydana przez wydawnictwo Powergraph w ramach serii Kontrapunkty. 

## Nagrody
| Rok  | Nagroda                         | Wynik             | Źródło |
| ---- | ------------------------------- | ----------------- | ------ |
| 2018 | Nagroda Zajdla                  | nominacja         | [ 3 ]  |
| 2018 | Nagroda im. Jerzego Żuławskiego | Złote Wyróżnienie | [ 4 ]  |